# Eucrostes albicornaria
Eucrostes albicornaria là một loài bướm đêm trong họ Geometridae.